# Viskan
Viskan er den nordligste af de fire store floder i Halland i Sverige. Med en længde på 140 km løber Viskan fra søen Tolken vest om Ulricehamn. Den har tilløb fra dele af det sydsvenske højland. Floden løber gennem Borås og i Marks kommun får den vand fra Häggån, Surteån og et par mindre floder. 
Viskan løber ud i Klosterfjorden i Kattegat lige nord for landsbyen ved Ås Kloster, omtrent 15 km fra Varbergs centrum. 
Vandkraft fra Viskan har gennem årene leveret energi til mange virksomheder og var grundlaget for den opblomstring Viskadalen oplevede i tidligere tider. 
Viskadalsbanan, som blev indviet i november 1880, følger stort set floddalen.
57°13′43.3″N 12°13′11.59″Ø / 57.228694°N 12.2198861°Ø